# Чудецкий, Юрий Викторович
Юрий Викторович Чудецкий (9 августа 1932  — 19 мая 2019) — советский и российский специалист в области ракетно-космической техники.
Участвовал в создании экспериментальной базы для изучения тепломассообмена при движении тел с большими скоростями и способов тепловой защиты головных частей баллистических ракет (наземного и подводного базирования) и спускаемых космических аппаратов. Руководил проектными исследованиями и испытаниями головных частей баллистических ракет. Занимался научными исследованиями в области защиты Земли от астероидной опасности и вопросами экологической безопасности при испытаниях ракет-носителей.
Автор более 100 научных работ; доктор технических наук, профессор, лауреат Государственной премии СССР.

## Биография
Родился 9 августа 1932 года в Москве в семье кадрового военного Виктора Александровича Чудецкого (1904—1977) и Елизаветы Семёновны Чудецкой (в девичестве — Певзнер) (1906—1978).
В 1940 году поступил в московскую среднюю школу № 71.
С сентября 1941 года по июнь 1946 года жил и учился в городе Саратове в семье старшей сестры матери Ирины Семёновны Вайнер.
В 1946—1948 годах учился и жил с отцом в Германии.
В 1948—1950 годах жил в Москве и учился в средней мужской школе № 69, которую окончил с золотой медалью.
В 1950 году поступил в МВТУ им. Баумана на ракетный факультет (Кафедра М-1 «Космические аппараты и ракеты-носители»). В МВТУ был отмечен как Сталинский стипендиат и окончил институт с отличием.
В марте 1956 года был принят в НИИ-1 (бывший РНИИ (Реактивной научно-исследовательский институт) ныне центральный ракетный институт им. Академика Келдыша), в лабораторию академика Георгия Петрова.
Занимался созданием высокотемпературных сверхзвуковых потоков, испускаемых космическими аппаратами, для исследований поведения теплозащитных материалов головных частей баллистических ракет.
По результатам исследований была защищена работа на соискание учёной степени кандидата технических наук.
С 1974 по 1990 год работал начальником Отдела проектирования и отработки головных частей баллистических ракет в ЦНИИМАШ. Принимал участие в испытаниях и создании высокоскоростного боевого блока для баллистических ракет военно-морского флота (под руководством генерального конструктора, академика Виктора Макеева).
За эти работы был отмечен Государственной премией СССР. В 1984 году защитил диссертацию на соискание учёной степени доктора технических наук.
В 1990—1994 годах был главным научным сотрудником Центра программных исследований РАН, где занимался вопросами контроля испытаний стратегических ракет.
С 1994 по 2011 год профессор МАИ на «Аэрокосмическом» факультете, кафедра: 605, «Испытания технических систем». Разработал программу подготовки специалистов в области экологии на этой кафедре. Параллельно занимался научными исследованиями в области экологической безопасности при испытаниях ракет-носителей и вопросами защиты Земли от астероидной опасности.
Похоронен в Москве на Кунцевском кладбище.

## Семья
Жена: Евгения Чудецкая  (1933—1999), к.т.н, доцент МВТУ им. Баумана, трёхкратная чемпионка Европы по академической гребле (1955–1957).
Дети: Анна (1958–2023) и Михаил (род. 1962).

## Друзья
В течение жизни Юрий Чудецкий близко общался с такими людьми как:
- Ярослав Кириллович Голованов, в одной группе в МВТУ[6]
- Евгений Васильевич Харитонов[7]
- Игорь Владимирович Кваша[8]
- Юрий Рост[9]
- Юлий Венгеров[7]
- Семён Абрамович Юдицкий, д. т. н., профессор

## Награды и звания
Лауреат Государственной премии СССР (1980)